# El problema del puente de Thor
El problema del puente de Thor (título original: The Problem of Thor Bridge) es uno de los 56 relatos cortos sobre Sherlock Holmes escrito por Arthur Conan Doyle. Fue publicado originalmente en The Strand Magazine y posteriormente recogido en la colección El archivo de Sherlock Holmes. En la introducción de este caso se hace mención a una caja de hojalata con documentos, que podría dar el nombre de El archivo de Sherlock Holmes a estos relatos. En algunas ediciones esta recopilación de aventuras recibe el nombre de Sherlock Holmes sigue en pie, para las seis primeras aventuras, y el de El archivo de Sherlock Holmes, para las seis últimas.

## Argumento
Holmes y Watson  reciben la visita de un prepotente y poderoso personaje, J. Neil Gibson, conocido popularmente como "el rey del oro", un magnate propietario de gran parte de las minas que existen del precioso metal. María Pinto, la bella y apasionada esposa de Gibson, de origen brasileño, había aparecido asesinada en su propiedad junto al puente de Thor, y va a ser juzgada por el crimen Miss Grace Dumbar, la joven institutriz de los hijos del matrimonio, a la que acusan todas las pruebas.